# Marcha del Orgullo LGBT de Caracas
La Marcha del Orgullo LGBTIQ+ de Caracas es una manifestación del Orgullo LGBT que se celebra de forma anual desde 2001 en la ciudad de Caracas, capital de Venezuela, para exigir igualdad de derechos para las poblaciones LGBT de dicho país.

## Historia
Existe un antecedente de una primera marcha del orgullo LGBT, realizada en la noche del 29 de junio de 1997 en el bulevar de Sabana Grande; entre sus organizadores se encontraba el Movimiento Ambiente de Venezuela (MAV).
La primera marcha, denominada del Orgullo Gay, fue organizada en junio de 2001 por la Red GLBT, un grupo de organizaciones creado en marzo de ese año e integrado por Alianza Lambda de Venezuela, Amazonas de Venezuela, Iglesia de la Comunidad Metropolitana de Venezuela, Acción Ciudadana contra el SIDA, la Red venezolana de Gente Positiva RGV+, la Sociedad Wills Wilde, el Colectivo Tendencias de Ases de Venezuela y Unión Afirmativa de Venezuela. El recorrido de esta primera celebración del día del orgullo comenzó en la Plaza Brión de Chacaito y continuó por todo el Boulevard de Sabana Grande hasta la Plaza Morelos en Los Caobos.
Con el paso de los años, la marcha ha cambiado de ruta. En 2022 el evento se inició con una concentración en el Parque Francisco de Miranda, donde acudieron más de 20 000 personas de la comunidad LGBTIQ+ venezolana bajo el lema «Ni más, ni menos, los mismos derechos». La marcha culminó en la Zona Rental.